# 天主教薩拉托夫教區
天主教薩拉托夫教區，又稱薩拉托夫聖克萊孟教區（拉丁語：Dioecesis Saratoviensis Sancti Clementis），是羅馬天主教會以俄羅斯南部薩拉托夫為中心的一個教區。1991年建立宗座署理區。2002年2月11日升格為教區。屬莫斯科總教區。教區主教為克萊門斯·皮克爾。2007年，有20,900名教友。有52個堂區、49名司鐸、37名修士、70名修女。

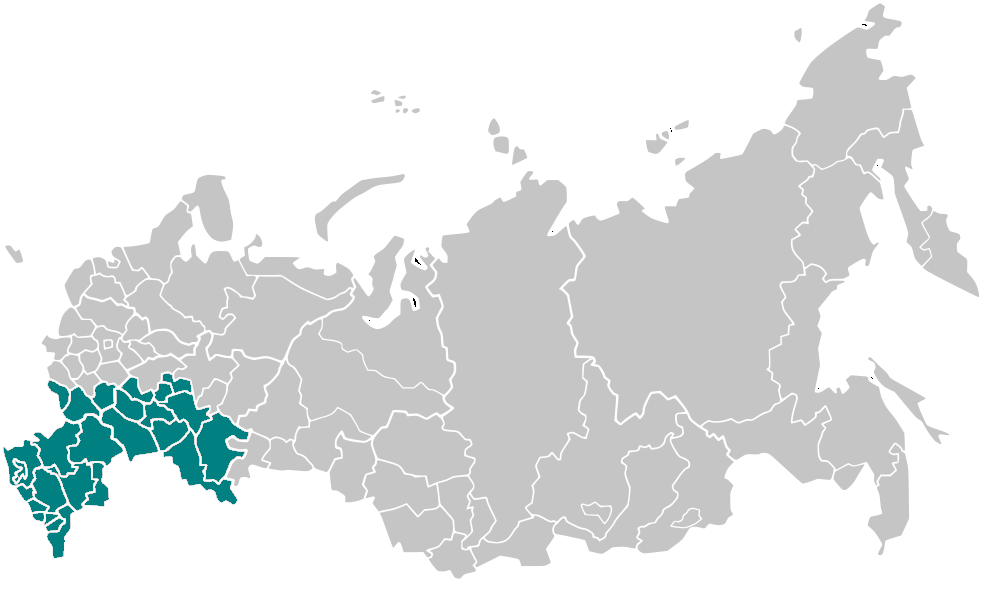
薩拉托夫教區管轄範圍圖